# 임선준
임선준(任善準, 1860년 음력 12월 17일 ~ 1919년 2월 21일)은 조선 말기의 관료이자 대한제국의 정치인으로 정미칠적의 한 사람이며, 일제강점기에는 조선귀족 작위를 받았다. 본관은 풍천이다.

## 생애
현재의 서울 종로구 통의동 출신이다. 1885년 별시(別試) 병과(丙科)로 합격하여 승정원에서 관직을 시작했다. 이후 성균관 대사성과 시종원 좌시종 등을 거쳤다.
1907년 이완용의 친일 내각에서 내부대신을 맡아 대한제국 고종 강제 퇴위와 한일신협약 체결 과정에서 적극 협력했다. 1908년에는 탁지부의 수장인 탁지부대신에 임명되어, 일본 소유의 군과 철도 용지에 대해서 세금을 면제하고 의병에게 살해당한 사람의 유족에게는 보상금을 지급하는 등 노골적인 친일 정책을 폈다.
1910년 한일 병합 조약 체결에 협조한 공으로 일본으로부터 훈1등 자작 작위를 받고, 중추원의 고문에 임명되었다. 1911년에는 5만원의 은사공채를 받았고, 이듬해 종4위에 서위되었다. 그의 작위는 아들 임낙호가 습작했다.
이완용과는 자녀들끼리 결혼하여 사돈 관계가 된다.

## 사후
2002년 발표된 친일파 708인 명단과 2008년 민족문제연구소에서 친일인명사전에 수록하기 위해 정리한 친일인명사전 수록예정자 명단에 그의 작위를 습작받은 아들 임낙호, 손자 임선재와 함께 선정되었다.
2006년 친일반민족행위진상규명위원회가 발표한 친일반민족행위 106인 명단에도 포함되었고, 대한민국 친일반민족행위자재산조사위원회는 2007년 임선준 소유의 토지에 대한 국가 귀속 결정을 내렸다.

## 같이 보기
- 조선총독부 중추원

## 참고자료
- 친일반민족행위진상규명위원회 (2006년 12월). 〈임선준〉 (PDF). 《2006년도 조사보고서 II - 친일반민족행위결정이유서》. 서울. 171~184쪽쪽. 발간등록번호 11-1560010-0000002-10. 2007년 9월 26일에 원본 문서 (PDF)에서 보존된 문서. 2007년 6월 18일에 확인함.